# Делиз
Делиз (фр. Deluz) насеље је и општина у источној Француској у региону Франш-Конте, у департману Ду која припада префектури Безансон.
По подацима из 2011. године у општини је живело 627 становника, а густина насељености је износила 78,08 становника/km². Општина се простире на површини од 8,03 km². Налази се на средњој надморској висини од 263 метара (максималној 581 m, а минималној 247 m).

## Демографија
| 1962. | 1968. | 1975. | 1982. | 1990. | 1999. | 2011. |
| ----- | ----- | ----- | ----- | ----- | ----- | ----- |
| 644   | 646   | 562   | 706   | 692   | 693   | 627   |

График промене броја становника у току последњих година